# McKees Rocks
McKees Rocks é um distrito localizado no estado norte-americano da Pensilvânia, no Condado de Allegheny.

## Demografia
Segundo o censo norte-americano de 2000, a sua população era de 6622 habitantes.
Em 2006, foi estimada uma população de 6109, um decréscimo de 513 (-7.7%).

## Geografia
De acordo com o United States Census Bureau tem uma área de 2,9 km², dos quais 2,7 km² cobertos por terra e 0,2 km² cobertos por água.

## Localidades na vizinhança
O diagrama seguinte representa as localidades num raio de 4 km ao redor de McKees Rocks.